# Ciąża jajnikowa
Ciąża jajnikowa – ciąża ektopowa zlokalizowana w jajniku. Komórka jajowa nie jest uwalniana i wychwytywana po owulacji, ale ulega zapłodnieniu w jajniku, gdzie jest implantowana. Ciąża tego rodzaju zazwyczaj nie trwa dłużej, niż cztery tygodnie. Nieleczona może spowodować potencjalnie śmiertelne krwawienie wewnątrzbrzuszne, powodując stan nagły.

## Chorobowość
Ciąża jajnikowa stanowi rzadkość, gdyż większość ciąż ektopowych umiejscawia się w jajowodzie. Jedynie około 0,15–3% ciąż ektopowych zagnieżdża się w jajniku. Ocenia się, że chorobowość mieści się w zakresie od  1:3.000 do 1:7.000 porodów.

## Etiologia i patologia
Etiologii ciąży jajnikowej nie wyjaśniono, zwłaszcza że takie czynniki sprawcze ciąży jajowodowej, jak zapalenie w obrębie miednicy czy jej operacje, wydają się nie odgrywać tutaj roli. Wydaje się istnieć zależność pomiędzy IUDem, jednak nie udowodniono jakiejkolwiek zależności przyczynowo-skutkowej. Być może po prostu IUD zapobiega wszystkim ciążom z wyjątkiem jajnikowych. Zasugerowano, że pacjentki po przebyciu IVF cechuje wyższe ryzyko ciąży jajnikowej.
Zazwyczaj przyjmuje się, że ciąża jajnikowa rozpoczyna się, gdy dojrzała komórka jajowa nie jest uwalniana z pęcherzyka, a plemniki dostają się do niego, by zapłodnić jajo, powodując intrafollicular pregnancy. Dyskutowano także możliwość zapłodnienia na zewnątrz jajnika z następczą implantacją na powierzchni gonady, być może spowodowaną przez reakcję doczesnową bądź endometriozę. Ciąże jajnikowe rzadko trwają dłużej, niż 4 tygodnie, niemniej istnieje możliwość, że trofoblast znajdzie oparcie poza jajnikiem, zajmując jajowód bądź inne narządy. Bardzo rzadko ciąża może znaleźć wystarczające oparcie poza jajnikiem, by trwać jako ciąża brzuszna, odnotowano nawet poród.

## Diagnoza
Diagnozę stawia się bezobjawowej kobiecie ciężarnej dzięki ultrasonografii położniczej. W badaniu miednicy może zostać znaleziona jednostronna masa wychodząca z przydatku. Typowe objawy to ból brzucha i – rzadziej – krwawienie waginalne podczas ciąży. Pacjentki mogą prezentować hipowolemię, a nawet wpaść we wstrząs z powodu krwotoku.
W przypadku idealnym badanie ultradźwiękowe wskaże położenie pęcherzyka płodowego w obrębie jajnika obok pustej jamy macicy. Jeśli występuje krwotok wewnętrzny, również może zostać uwidoczniony. Z powodu bliskości jajowodu rozróżnienie ultrasonograficzne ciąży jajnikowej i jajowodowej może sprawiać trudności. Seryjne oznaczenia hCG generalnie różnią się od normalnego wzrostu
. W próbie 12 pacjentek średni wiek ciążowy wyniósł 45 dni.
Histologicznie diagnozę stawia się z użyciem kryteriów Spiegelberga dzięki usuniętym chirurgicznie jajnikowi i jajowodowi. Jednakże jajowód i jajnik nie są zazwyczaj usuwane, gdyż ultrasonografia pozwala na wcześniejsze rozpoznanie i operator stara się zachować gonadę. Przed wprowadzeniem kryteriów Spiegelberga w 1878 istnienie ciąży jajnikowej nasuwało wątpliwości. Wspomniane kryteria pomogły w identyfikacji ciąży jajnikowej od innych ciąż ektopowych:
- pęcherz płodowy ulokowany na obszarze jajnika,
- pęcherz płodowy przymocowany do macicy więzadłem jajnikowym,
- w ścianie pęcherza płodowego wykazana histologicznie tkanka jajnika,
- jajowód po zajętej stronie nienaruszony (kryterium to staje się nieprawidłowe w przypadku dłużej trwającej ciąży jajnikowej)[3]).

Ciążę jajnikową można pomylić z ciążą jajowodową bądź krwawiącą torbielą jajowodową, a także ciałkiem żółtym przed zabiegiem operacyjnym. Czasami tylko obecność tkanki trofoblastu w badaniu histologicznym materiału z krwawiącego jajnika wykazuje ciążę jajnikową jako przyczynę krwawienia.

## Postępowanie
Ciąże jajnikowe stanowią niebezpieczeństwo i ryzyko krwotoku wewnętrznego. W razie podejrzenia wymagana jest interwencja lekarska. Tradycyjnie wykonywano laparotomię eksploracyjną. Gdy znajdywano się ciążę jajnikową, przeprowadzano ooforektomię bądź salpingoooforektomię. Zabiegi te obejmują usunięcie ciąży. Obecnie zabieg wykonuje się metodą laparoskopową. Rozległość operacji zależy od ilości zniszczonych tkanek. Prognoza jest dobra, jeśli chodzi o zachowanie płodności, dlatego zaleca się postępowanie chirurgiczne zachowawcze. Dla utrzymania tkanki jajnika zabieg może obejmować usunięcie ciąży z częścią jajnika. Można w  takim wypadku wykonać wedge resection.
Ciąże jajnikowe można z powodzeniem leczyć metotreksatem, od kiedy wprowadzono go do terapii ciąży ektopowej w 1988.